# Lithophorus ornatus
Lithophorus ornatus is een keversoort uit de familie knotshoutkevers (Bothrideridae). De wetenschappelijke naam van de soort werd in 1909 gepubliceerd door Gilbert John Arrow.